# Radio Svizzera Internazionale
Radio Svizzera Internazionale (SRI, tedesco: Schweizer Radio International, francese: Radio Suisse Internationale), nota fino al 1978 come Servizio svizzero delle onde corte (SOC), fu l'emittente radiofonica internazionale della Svizzera. Faceva parte della SRG SSR. Venne chiusa nel 2004.
Il segnale di intervallo della SRI è costituito dalle prime battute del volkslied Lueget, vo Berg und Tal.